# Gabriele Groneberg

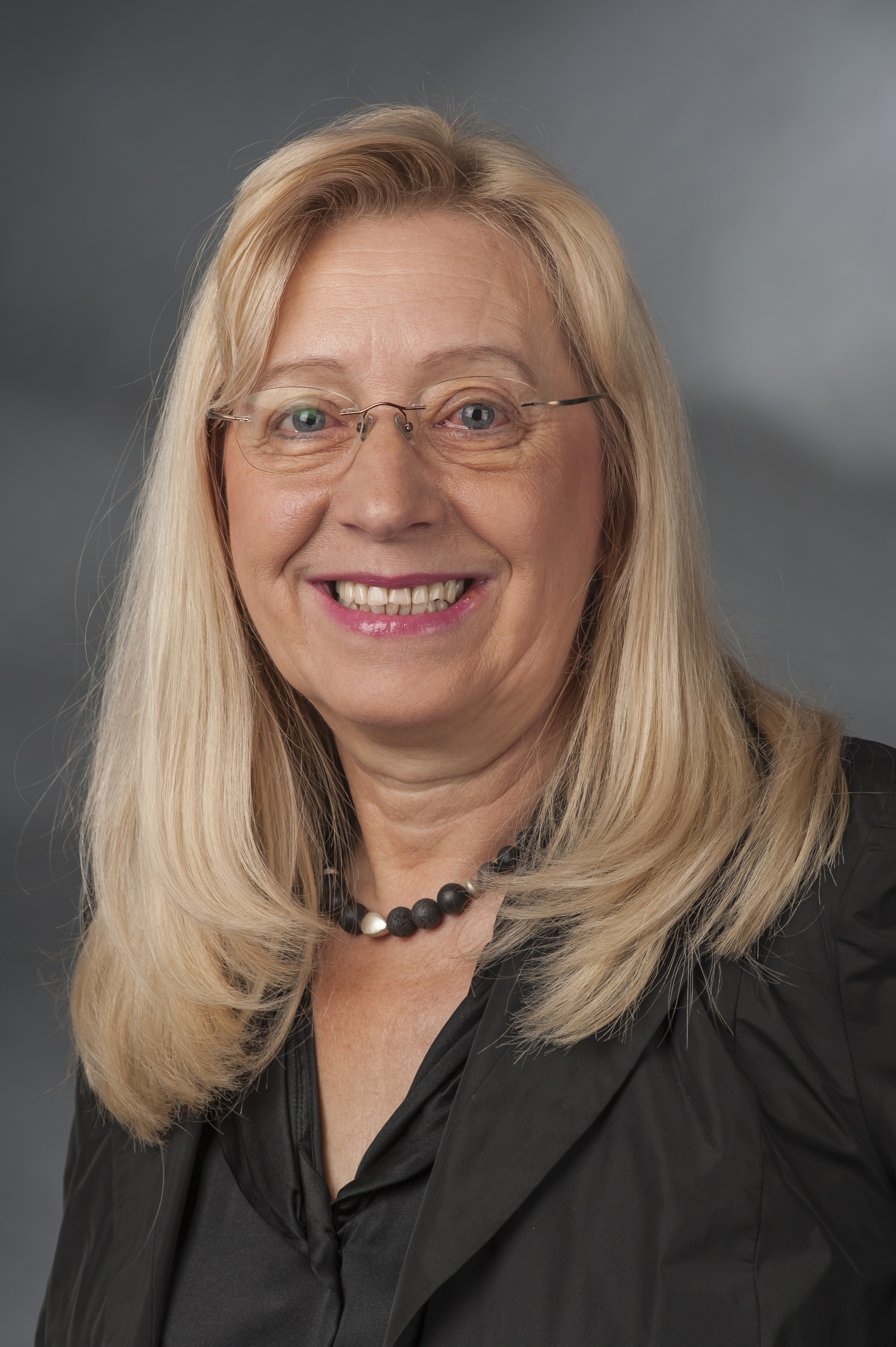
Gabriele Groneberg (2014)

Gabriele Groneberg (* 19. September 1955 in Essen) ist eine deutsche Politikerin (SPD).

## Leben und Beruf
Nach der Mittleren Reife absolvierte Gabriele Groneberg eine Ausbildung zur Fremdsprachensekretärin und verbrachte in diesem Beruf insgesamt fünf Jahre im Ausland. 
Von 1988 bis 1996 war sie Mitarbeiterin im Wahlkreisbüro des Bundestagsabgeordneten Günter Graf und von 1994 bis 1996 auch Leiterin der Geschäftsstelle Cloppenburg/Vechta des SPD-Bezirks Weser-Ems. Vom 1. Juni 2010 bis zu ihrem Wiedereinzug in den Deutschen Bundestag war Groneberg Leiterin der SPD-Regionalgeschäftsstelle Oldenburg. Im Oktober 2013 ist sie bei der Neuwahl aus dem Bundestag ausgeschieden und im Februar 2014 nachgerückt.
Gabriele Groneberg ist geschieden und hat zwei Kinder. Sie wohnt in Cloppenburg.

## Partei
Seit 1988 ist sie Mitglied der SPD. Von 1989 bis 1998 war sie Vorsitzende des SPD-Ortsvereins Cloppenburg.
Seit 1991 ist sie Mitglied der Sozialdemokratischen Gemeinschaft für Kommunalpolitik (SGK), Schriftführerin im Bezirksvorstand Weser-Ems und Beisitzerin im Landesvorstand. Von 2006 bis 2010 war sie stellvertretende Bundesvorsitzende der SGK. 
Als Vertreterin der SGK Niedersachsen ist sie Mitglied der SGK-Arbeitsgruppe „Ländlicher Raum“, die vor einiger Zeit auf Bundesebene eingerichtet wurde.

## Ratsfrau und Abgeordnete
Gabriele Groneberg gehörte von 1991 bis 2002 und von 2006 bis 2011 dem Rat der Stadt Cloppenburg an. Von 1996 bis 2006 war sie Abgeordnete im Kreistag des Landkreises Cloppenburg.
Von 1996 bis 2002 war sie mit Unterbrechung Mitglied des Landtages Niedersachsens. Hier war sie zuletzt als Schriftführerin Mitglied des Präsidiums.
Bei den Bundestagswahlen 2002 und 2005 zog Groneberg über die Landesliste Niedersachsen in den Deutschen Bundestag ein. Ab 2005 fungierte sie als stellvertretende Sprecherin der Arbeitsgruppe „Wirtschaftliche Zusammenarbeit und Entwicklung“ der SPD-Bundestagsfraktion. Bei der Bundestagswahl 2009 konnte sie zunächst kein Mandat erringen, rückte aber am 26. Juni 2012 für Garrelt Duin, der Minister für Wirtschaft, Energie, Industrie, Mittelstand und Handwerk des Landes Nordrhein-Westfalen wurde, in den Bundestag nach. Bei der Bundestagswahl 2013 verfehlte Gabriele Groneberg wieder knapp den Einzug in den Bundestag, zog aber im Februar 2014 als Nachrückerin für den ausgeschiedenen Sebastian Edathy in den 18. Deutschen Bundestag ein.
Groneberg war 2014–2017 Mitglied im Ausschuss für Angelegenheiten der Europäischen Union. Dort war sie Berichterstatterin für Datenschutz, Energiepolitik, Informationsgesellschaft sowie Landwirtschaft und Fischerei. Sie gehörte der Arbeitsgruppe Kommunales der SPD-Bundestagsfraktion, dem Parlamentskreis Automobiles Kulturgut, den Parlamentsgruppen Schienenverkehr sowie Binnenschiffahrt und dem Seeheimer Kreis an. 
Zur Bundestagswahl 2017 kandidierte Gabriele Groneberg nicht. 
Bei den vier Bundestagswahlen von 2002 bis 2013 war Gabriele Groneberg auch SPD-Kandidatin für das Direktmandat im Wahlkreis Cloppenburg – Vechta, einer CDU-Hochburg. Sie unterlag jeweils den CDU-Kandidaten. 
Groneberg ist ehrenamtliches Mitglied im Vorstand der Deutschen Afrika-Stiftung. 